# 但馬國
但馬國（日语：〔〕／〔〕 Tajimanokuni */?），日本古代的令制國之一，屬山陰道，又稱但州。但馬國的領域大約為現在兵庫縣的北部。

## 歷代守護

### 鎌倉幕府
- 1185年－?：小野時廣
- 1197年－1221年：安達親長
- 1221年－1223年：常陸坊昌明
- 1285年－1321年：太田政賴
- ?－1333年：太田氏

### 室町幕府
- 1336年：今川賴貞
- 1336年－1338年：桃井盛義
- 1338年－?：吉良貞家
- 1340年－1351年：今川賴貞
- 1361年－1365年：仁木賴勝
- 1366年－1372年：長氏
- 1372年－1376年：山名師義
- 1376年－1389年：山名時義
- 1389年－1390年：山名時熙
- 1390年－1391年：山名氏清
- 1392年－1433年：山名時熙
- 1433年－1454年：山名持豐
- 1454年－1458年：山名教豐
- 1458年－1472年：山名持豐
- 1472年－1499年：山名政豐
- 1499年－1536年：山名致豐

## 國司

### 但馬守
- 源經基960年頃
- 源賴光1010年頃
- 平正盛1110年頃
- 平經正
- 平忠盛1130年頃
- 平重衡1182年（代理）
- 矢澤賴康
- 柳生宗矩
- 戶田氏西
- 山口弘豐
- 淺野長晟
- 遠藤慶隆

### 但馬介
- 源滿賴
- 平有親1224年

## 郡
- 朝來郡
- 養父郡
- 出石郡
- 氣多郡
- 城崎郡
- 美含郡
- 二方郡
- 七美郡

## 相關項目
- 但馬牛
- 日本令制國列表